# Lâu đài Bodiam
Lâu đài Bodiam là một lâu đài có hào bao quanh thế kỷ 14 gần Robertsbridge ở Đông Sussex, Anh. Nó được xây dựng năm 1385 bởi Sir Edward Dalyngrigge, một hiệp sĩ cũ của Edward III, với sự cho phép của Richard II, có vẻ là để bảo vệ khu vực khỏi bị Pháp xâm lược  trong Chiến tranh Trăm năm. Với bố cục hình tứ giác, lâu đài Bodiam không có pháo đài, có các phòng khác nhau của nó được xây dựng xung quanh các bức tường phòng thủ bên ngoài và bên trong tòa án. Góc và lối vào của nó được đánh dấu bởi các tháp, và trên có các lỗ châu mai. Cấu trúc của nó, chi tiết và tọa lạc trong một cảnh quan nước chảy nhân tạo cho thấy rằng bề ngoài là một khía cạnh quan trọng của thiết kế của lâu đài cũng như phòng ngự. Đó là nơi sinh sống của gia đình Dalyngrigge và trung tâm của thái ấp của Bodiam.
Sở hữu Bodiam Castle thông qua thông qua nhiều thế hệ của gia đình Dalyngrigges, cho đến khi dòng họ bị tuyệt hậu, khi lâu đài thông qua hôn nhân qua dòng họ Lewknor. Trong các cuộc chiến tranh Hoa Hồng, Sir Thomas Lewknor ủng hộ Nhà Lancaster, khi Richard III của Nhà York đã trở thành vua năm 1483, lực lượng được phái đến vây lâu đài Bodiam. Người ta không ghi chép lại là cuộc bao vây tiến triển tiếp hay không nhưng người ta cho rằng Bodiam đã đầu hàng mà không chống cự nhiều. Lâu đài này bị tịch thu, nhưng trở lại Lewknors khi Henry VII của Nhà Lancaster đã trở thành vua trong 1485. Hậu duệ của các Lewknors sở hữu lâu đài ít nhất cho đến thế kỷ 16.
Bằng cách bắt đầu của cuộc nội chiến Anh năm 1641, lâu đài Bodiam thuộc sở hữu của John Tufton. Ông ủng hộ sự nghiệp bảo hoàng, và đã bán lâu đài để giúp tiền phạt đối mà Nghị viện bắt ông phải nộp. Lâu đài này sau đó đã được tháo dỡ, và để lại như một phế tích đẹp cho đến khi nó mua bởi John Fuller năm 1829. Dưới sự bảo trợ của mình, lâu đài được một phần phục hồi trước khi được bán cho George Cubitt, nam tước thứ nhất Ashcombe, và sau đó Chúa Curzon, cả hai người trong số họ tiến hành công việc phục hồi thêm. Lâu đài này được bảo vệ như một công trình xây dựng và Đài tưởng niệm theo lịch trình hạng 1. Nó đã được thuộc sở hữu của National Trust kể từ 1925, hiến tặng của Chúa Curzon khi ông qua đời, và hiện được mở cửa cho công chúng.